# Ida Aalberg

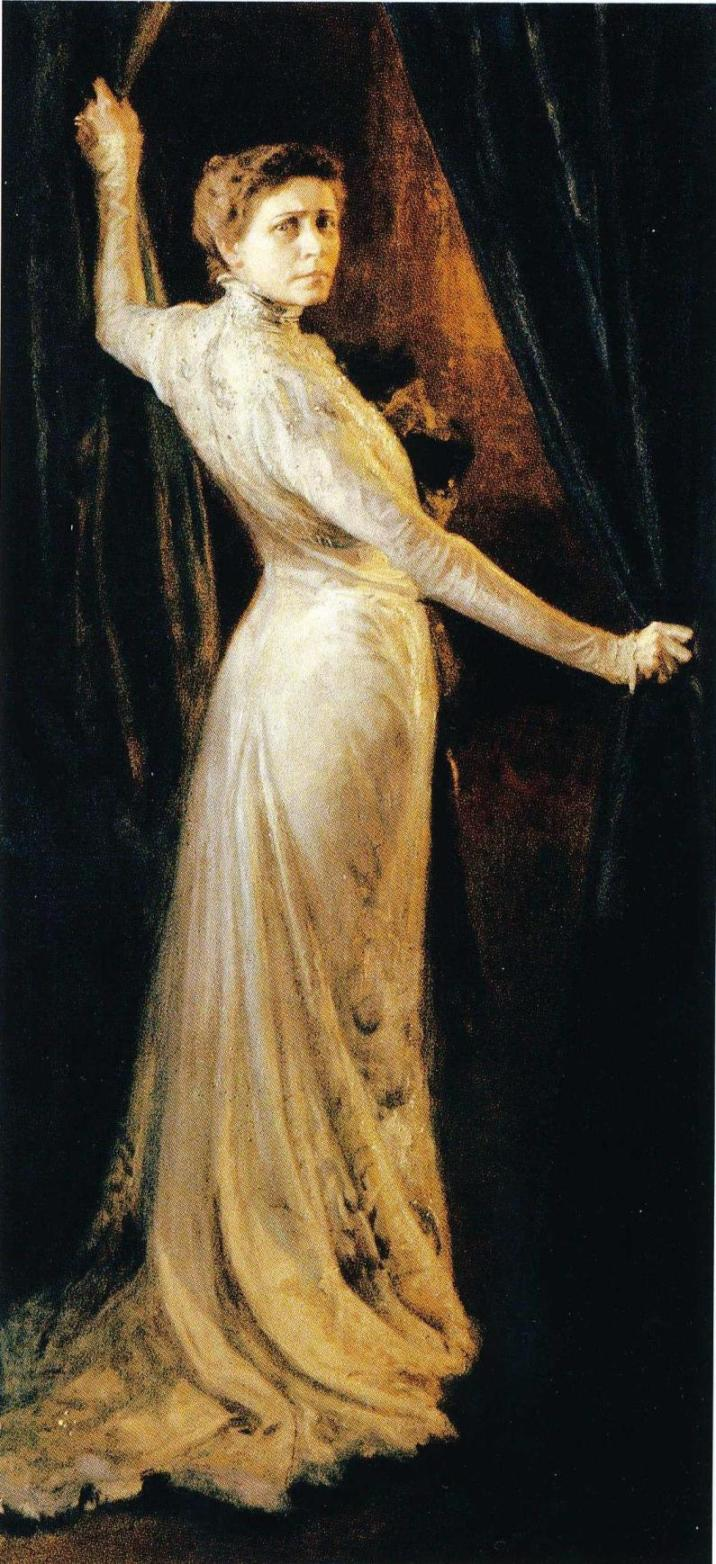
Ida Aalberg som Hedda Gabler, målad 1902 av Albert Edelfelt. Porträttet hänger i Finlands nationalteater, Helsingfors.

Ida Emilia Aalberg, född 3 december 1858 i Janakkala socken i Tavastehus län i Finland, död 17–18 januari 1915 i Petrograd, var en finländsk skådespelare. Hon var en av samtidens stora kvinnliga finska skådespelare, och gestaltade stora klassiska roller som Kameliadamen, Shakespeares Julia och Ofelia, Ibsens Nora och Goethes Margareta.  

## Biografi
Aalberg fick anställning 1874 vid finska teatersällskapet och utbildade sig 1878 (och 1880) under ledning av den berömda Marie Seebach i Dresden. Hon uppträdde med ständigt växande bifall på finska teatern, bland annat som Nora i Ibsens "Ett dockhem", en av hennes glansroller. Hon turnerade oftast med eget teatersällskap och framträdde på finska, svenska, tyska och ryska i bland annat Sankt Petersburg (1882), Paris (1884–1885), Köpenhamn (1885–1887), Oslo (1884–1885) och Stockholm (1885). I Budapest 1880 uppträdde hon på finska till publikens stora förtjusning.
Hon gifte sig 1887 med advokat Lauri Kivekäs, som avled 1893. Hon gifte om sig 1894 med friherre Alexander Uexküll-Gyllenband i Sankt Petersburg. Hon är begravd på Sandudds begravningsplats i Helsingfors.
Hennes spel var på en gång mycket naturfriskt och dramatiskt gripande samt i tekniskt avseende fint utarbetat. Bland hennes roller kan nämnas Julia, Regina von Emmeritz, Kirsti Fleming, Sylvi, Syrsan, Adrienne Lecouvreur, Marguerite (i "Kameliadamen"), Schillers Maria Stuart och Ibsens Hedda Gabler.
1972 avtäcktes "Ridån", ett minnesmärke över Ida Aalberg skapat av konstnären Raimo Utriainen. Det är placerat i Kajsaniemiparken, bakom Finlands nationalteater.